# Antonia Bembo
Antonia Padoani Bembo (Venecia, 1640-París, 1720) compositora italiana y cantante. Hija del médico Giacomo Padoani y de Diana Pareschi, cantó para el rey Luis XIV. Destaca su obra L´Ercole amante mío (1707)

## Biografía
Antonia Bembo nace en 1640 y es hija del doctor Giacomo Padoani (1603-1666) y de Diana Pareschi (1609-1676). Estudió música y literatura. Realizó varios viajes con el guitarrista Francesco Corbetta, entre ellos a Viena, Bruselas, Hannover, España y París. Fue también discípula de Francesco Cavalli.
Se la identifica como la fligia que canta (la hija cantante), siendo una persona de cierto talento para el canto. En 1659 se casa con Lorenzo Bembo (1637-703), descendiente de Pietro Bembo. Pasan su primer año de matrimonio en la casa de los Padoani en Venecia, donde surgen conflictos entre el padre y su marido. Tienen tres hijos, Diana, Andrea y Giacomo. A la muerte de su padre, se mudan a Venecia viviendo en la iglesia de San Moisés. En 1672 se divorcia de Lorenzo Bembo y regresa a Francia bajo la protección de Luis XIV, ofreciéndole cobijo en la comunidad femenina Petite Union Chrétienne des Dames de Saint Chaumont (Pequeña Unión Cristiana de Damas de Saint Chaumont), en la parroquia de Notre Dame de Bonne Nouvelle, en las afueras de París.

## Obra
Antonia Bembo compuso en su mayoría obras de géneros vocálicos:
- Un divertimento a cinco voces
- Dos te deum
- Musicalización de salmos con textos en latín y francés
- Una ópera, L´Ercole (1707)
- Una cantata, Clizia, amante del Sole para soprano y bajo continuo

Sus obras se conservan en la Bibliothèque Nationale de París y consta de seis volúmenes y el produzioni ormoniche.